# Södermanland megye
Södermanland megye (Södermanlands län) Svédország egyik megyéje a délkeleti partvidéken. Szomszédai Östergötland, Örebro, Västmanland, Uppsala, Stockholm megyék és a Balti-tenger.

## Földrajz

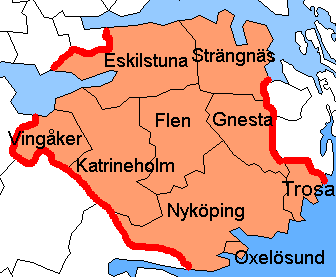
A megye községei

### Községek
| - Eskilstuna - Flen - Gnesta | - Katrineholm - Nyköping - Oxelösund | - Strängnäs - Trosa - Vingåker |

### Települések
A megye nagyobb települései a svéd központi statisztikai hivatal (SCB) szerint:
| Nr | Település   | Lakosság (2019 december 31) |
| -- | ----------- | --------------------------- |
| 1  | Eskilstuna  | 70 729                      |
| 2  | Nyköping    | 33 546                      |
| 3  | Katrineholm | 24 467                      |
| 4  | Strängnäs   | 14 372                      |
| 5  | Oxelösund   | 11 405                      |
| 6  | Torshälla   | 9 375                       |
| 7  | Trosa       | 6 821                       |
| 8  | Flen        | 6 659                       |
| 9  | Gnesta      | 6 385                       |
| 10 | Skiftinge   | 5 173                       |

Megyeszékhely félkövérrel szedve

## Tartomány
A megye határai szinte ugyanazok, mint a történelmi Södermanland tartomány határai.

## Címer
A megye a címerét a tartománytól örökölte. Mikor a korona is rajta van, a Megye Adminisztrációs Bizottságát jelöli.

## Népesség
| Lakosok száma | 279 366 | 291 341 | 294 695 | 297 540 | 299 401 | 301 801 | 302 566 | 301 944 | 301 748 |
|               | 2014    | 2017    | 2018    | 2019    | 2020    | 2021    | 2022    | 2023    | 2024    |

## Külső hivatkozások
- Södermanland megye adminisztrációja
- Södermanland megye